# Ximena Rincón

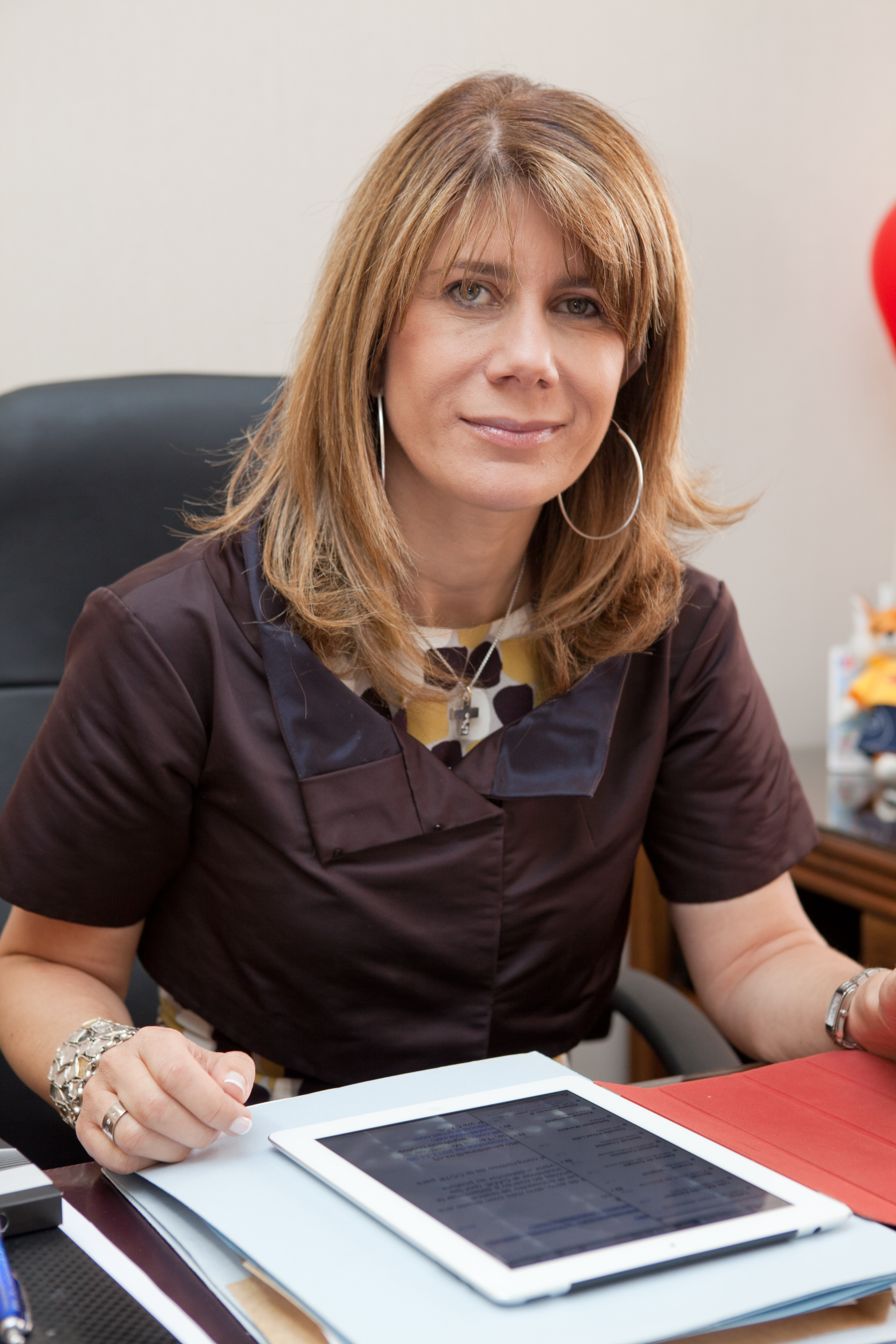

Ximena Cecilia Rincón González (* 5. Juli 1967 in Concepción) ist eine chilenische Politikerin (ehemals DC, seit 2022 „Demócratas“) und Juristin. Sie war mehrfach Senatorin und Ministerin sowie Präsidentin des chilenischen Senats.

## Politischer Werdegang
Ximena Rincón begann sich im Alter von 14 Jahren in der Jugendorganisation der Christdemokratische Partei Chiles (DC) zu engagieren und war als Schülerin aktiv im Widerstand gegen das Militärregime. Während ihres Studiums war sie auch in der studentischen Selbstverwaltung aktiv.
Zwischen 1998 und 2000 war sie Vizepräsidentin der Stiftung „Prodemu“, die die Förderung und Entwicklung von Frauen unterstützt, unter Präsident Eduardo Frei Ruiz-Tagle.
Unter Präsident Ricardo Lagos (2000–2005) leitete sie vom 11. März 2000 bis 26. Januar 2005 die Aufsichtsbehörde für Sozialversicherung und vertrat Chile bei der Internationalen Arbeitsorganisation (ILO). 2004 nahm sie an einem Kongress für Arbeitssicherheit in Rom teil.
Am 27. Januar 2005 wurde Rincón zur Intendentin der Región Metropolitana de Santiago ernannt – als erste Frau in diesem Amt – und übte es bis 11. März 2006 aus. Im Mai 2005 vertrat sie ihre Region auf der Metropolis-Versammlung in Berlin.
2006 trat sie in den Vorstand der Rentenfondsverwaltung AFP Provida ein, was Kritik aus ihrer Partei auslöste, da zu dieser Zeit über eine Rentenreform diskutiert wurde.
Sie war Vizepräsidentin der PDC (2006) während der Parteivorsitzenden Soledad Alvear und Präsidentin des parteinahen Think‑Tanks „Centro de Estudios para el Desarrollo“ sowie Mitglied des Frauenrats Comunidad Mujer.
Senatskarriere und Präsidentschaft
2009 gewann sie das Senatsmandat für den Bezirk Maule Sur (2010–2018) mit 31,03 % der Stimmen. Sie war Mitglied zahlreicher Ausschüsse, darunter Landwirtschaft, Finanzen, Arbeit und Energie.
Von März 2010 bis März 2014 war sie zweimal Senatorin, wechselte jedoch 2014 ins Kabinett: Zunächst als Ministerin der Präsidialverwaltung („Segpres“), dann ab Mai 2015 als Arbeitsministerin bis November 2016.
Bei den Wahlen 2017 wurde sie erneut in den Senat gewählt (2018–2026). Ab März 2018 war sie Vorsitzende des Wirtschaftsausschusses, Mitglied in Kommissionen zu Budget, Fischerei und Kinderrechten (seit April 2018), Vorsitzende des Kinder-Kommissionsausschusses (seit März 2019).
Am 25. August 2021 wurde sie mit 24 Stimmen zur Präsidentin des Senats gewählt und übte das Amt bis zum 11. März 2022 aus.

## Parteiaustritt und neue politische Ausrichtung
Am 27. Oktober 2022 trat sie gemeinsam mit Matías Walker aus der DC aus, kritisierte die Parteiführung und die fehlende Reflexion nach dem Verfassungsplebiszit „Rechazo“.
Am 2. November 2022 gründete sie mit Walker und Carlos Maldonado die neue Partei „Demócratas“ und wurde deren Vorsitzende.
In der Folgezeit profilierte sich die Partei als zentristisch, mit parteiübergreifenden Allianzen, blieb jedoch unabhängig von Regierung und Opposition.